# Ferula rubricaulis
Ferula rubricaulis är en flockblommig växtart som beskrevs av Pierre Edmond Boissier. Ferula rubricaulis ingår i släktet stinkflokesläktet, och familjen flockblommiga växter. Inga underarter finns listade i Catalogue of Life.

## Bildgalleri

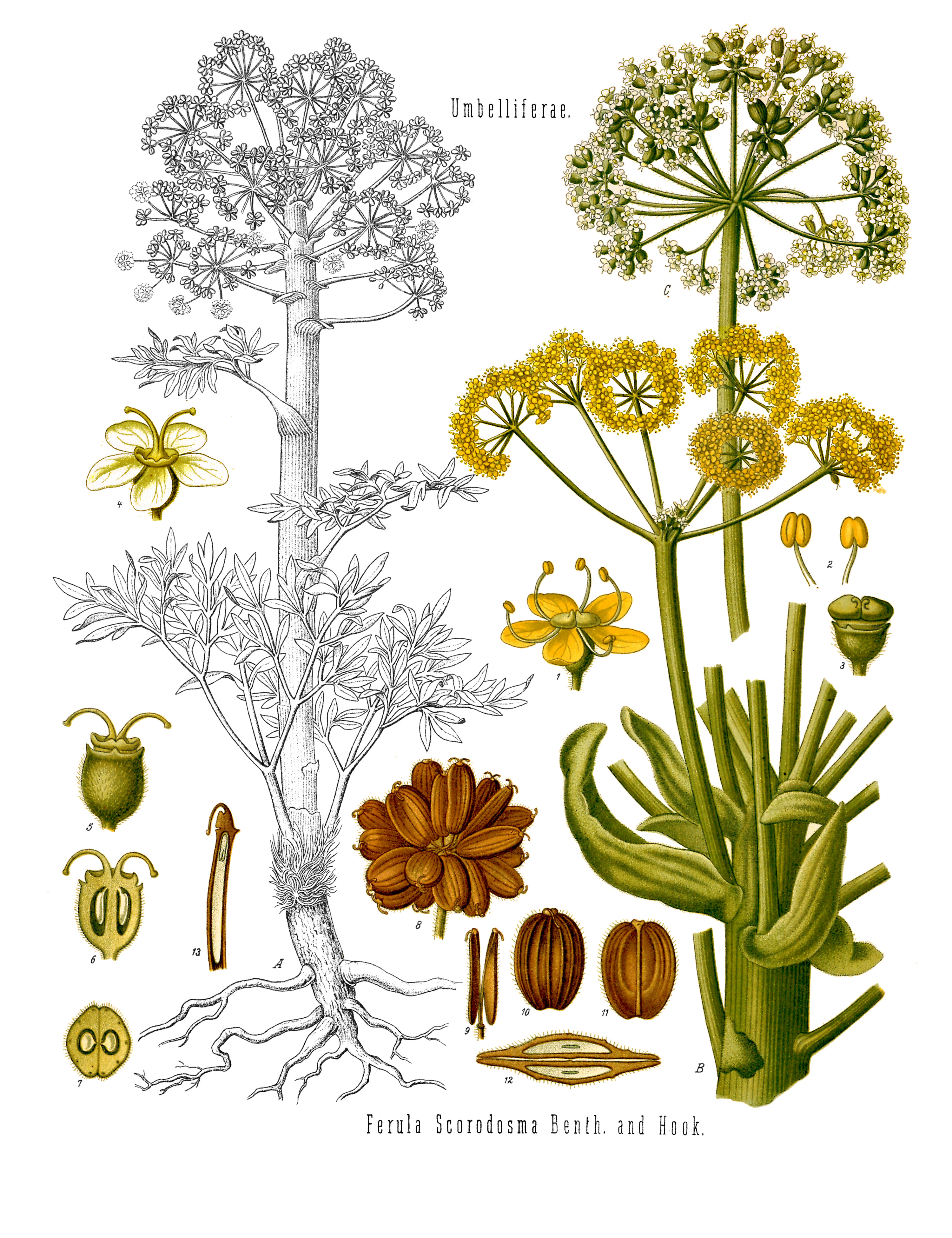
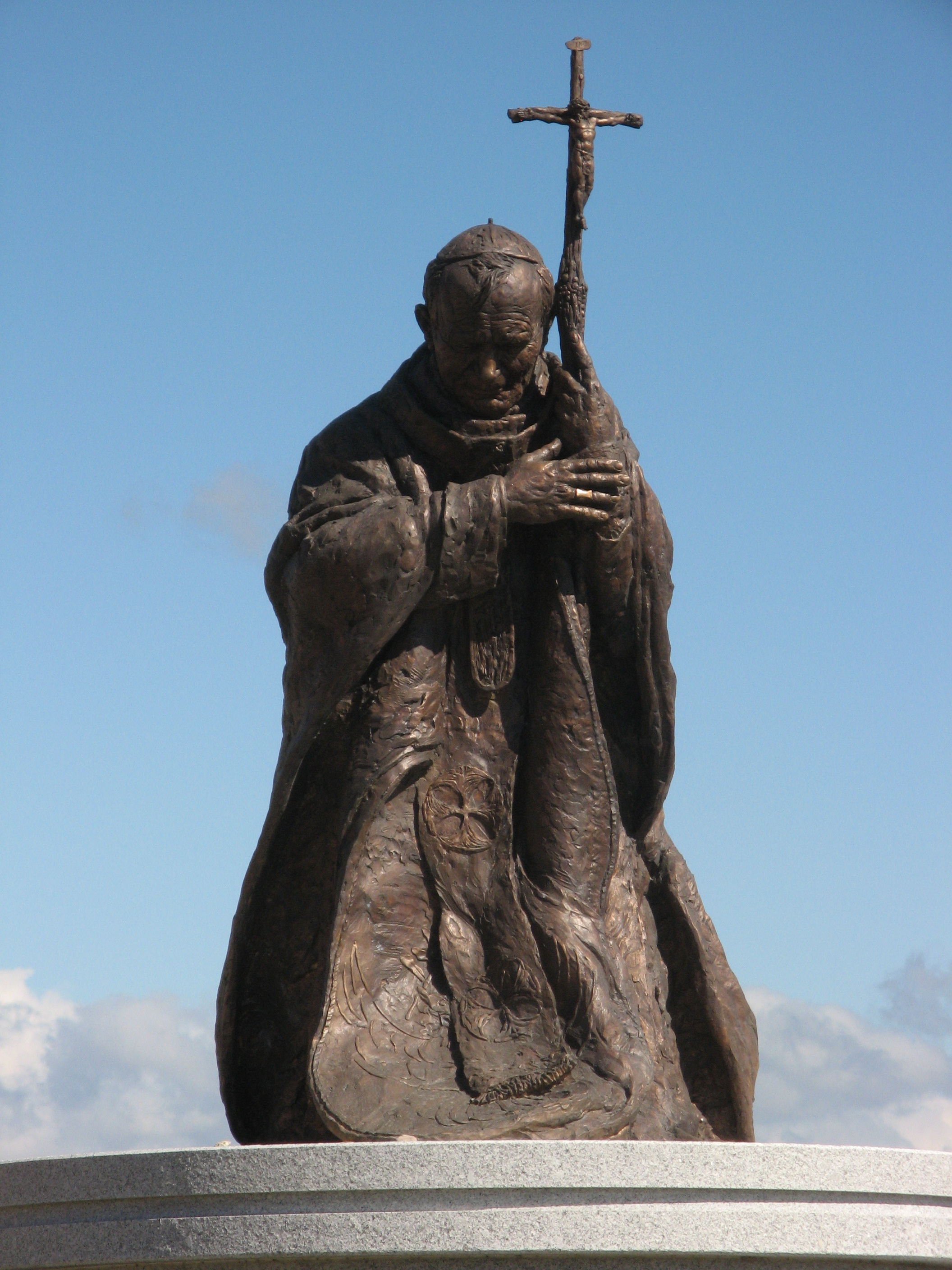
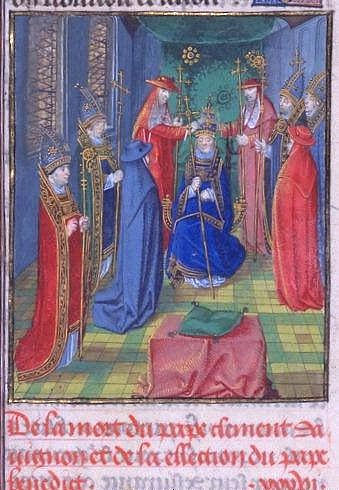
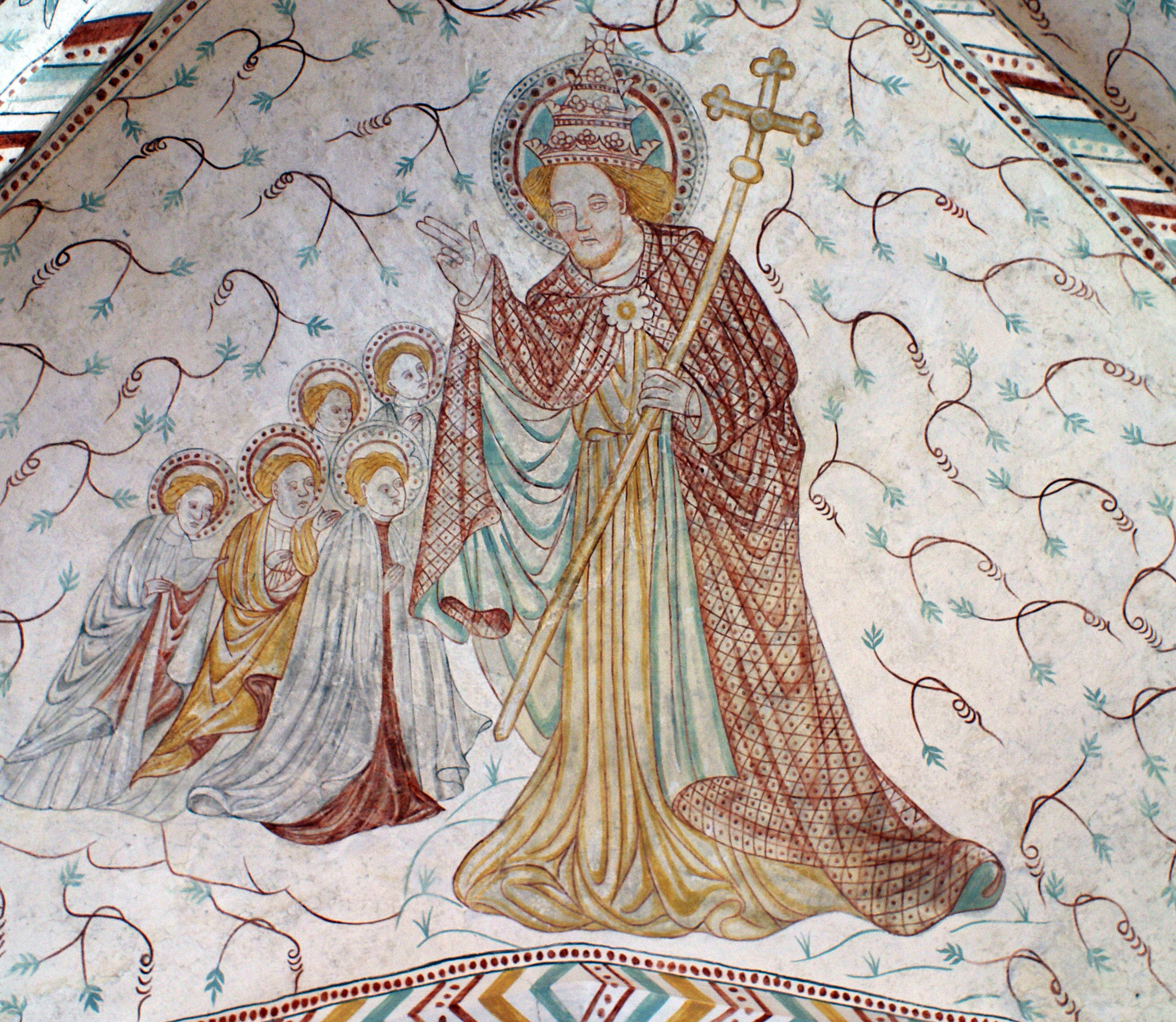